# Ernak
Ernak (altgriechisch Ἡρνάχ Hērnách; auch Irnik, altbulgarisch: Ирникъ) war einer der Söhne des Hunnenkönigs Attila. Nach dessen Tod 453 versuchten seine Söhne, das nur locker aufgebaute Hunnenreich im Donauraum zu bewahren, was aber misslang (Niederlage in der Schlacht am Nedao 454/55). Ernak und sein Bruder Dengizich bemühten sich um vertragliche Regelungen mit Ostrom, doch Kaiser Leo I. wies sie ab. Ernak spielte politisch fortan keine Rolle mehr, während Dengizich bald darauf im Kampf gegen oströmische Truppen fiel.
Der Bulgarischen Fürstenliste zufolge war Irnik angeblich der zweitälteste König der Bulgaren nach Awitochol. Einige Forscher setzen Awitochol mit Attila gleich.
Die bulgarische Kommission für Antarktische Geographische Namen benannte 2006 den Irnik Point im Archipel der Südlichen Shetlandinseln nach Irnik.